# Сабріна Ллойд
Сабріна Енн Ллойд (англ. Sabrina Anne Lloyd; нар. 20 листопада 1970, Ферфакс, Вірджинія) — американська акторка кіно та телебачення. Відома за виконання ролей Вейд Веллс у науково-фантастичному т/с «Вир світів», Наталі Герлі у сіткомі «Ніч спорту», Террі Лейк у детективному серіалі «4исла».

## Життєпис
Народилася у місті Ферфакс, штат Вірджинія. У віці 12 років розпочала свою кар'єру, знявшись у театральній постановці «Енні» в ролі Пеппер. Пізніше продовжувала виступати в місцевих театрах, таких як Baystreet Players в місті Юстіс, штат Флорида, та Ice House в Маунт-Дора, з'явившись у постановках «Бріолін», «Злочини серця» і «Чарівник країни Оз».
Коли їй було 15 років, вона взяла участь у програмі студентського обміну, що дозволило їй провести рік у Брисбені, Квінсленд, Австралія. Перебуваючи там, вона пройшла певну підготовку в Королівській театральній компанії Брисбена. У віці 18 років вона переїхала до Нью-Йорка і деякий час працювала барменом, пробуючись на ролі.
У 1995—1999 роках Ллойд грала Вейд Веллс, головну жіночу роль у науково-фантастичному т/с «Вир світів». У 1997 році шоу перейшло під контроль Sci Fi Channel, але пізніше контракт Ллойд не був продовжений.

## Особисте життя
Зріст акторки — 1,63 м.
Поза акторською діяльністю цікавиться писемництвом, живописом і керамікою. Має двох котів на ім’я Люсі та Теодор і в 1990-х була вегетаріанкою протягом шести років. У 2010 році Ллойд вивчала творче письмо в Колумбійському університеті.
У квітні 1997 року Ллойд вийшла заміж за Росса Сміта. Вони прожили в Уганді два роки (2009–2010) і під час проживання там удочерили маленьку дівчинку. Вони переїхали до Італії та чотири роки жили в Римі, де у них народився син, потім переїхали на острів Ванкувер. Пізніше Ллойд покинула акторську кар'єру.

## Фільмографія
| Рік       |    | Українська назва                   | Оригінальна назва                           | Роль                                                                                   |
| --------- | -- | ---------------------------------- | ------------------------------------------- | -------------------------------------------------------------------------------------- |
| 2013      | ф  | Гарненька                          | The Pretty One                              | Едіт                                                                                   |
| 2010      | ф  | Привіт, одинаку                    | Hello Lonesome                              | Деббі                                                                                  |
| 2008      | ф  | Універсальні знаки                 | Universal Signs                             | Мері                                                                                   |
| 2008      | с  | Похмурі дні                        | Wainy Days (TV Series)                      | Моллі, 1 епізод                                                                        |
| 2007      | ф  | Перегони зі світлом                | Racing Daylight                             | Вікі Палмер / Геллі                                                                    |
| 2006      | ф  | Останній запит                     | The Last Request                            | Кеті                                                                                   |
| 2005      | ф  | Вечірка в Чарлі                    | Charlie's Party                             | Сара                                                                                   |
| 2005      | с  | 4исла                              | Numb3rs (TV Series)                         | Террі Лейк, основна роль (1-й сезон — 13 епізодів)                                     |
| 2005      | ф  | Дівчина понеділка                  | The Girl from Monday                        | Сесіль                                                                                 |
| 2004      | тф | Афера ДеМарко                      | DeMarco Affairs (TV Movie)                  | Джессіка ДеМарко                                                                       |
| 2004      | в  | Сестри милосердя                   | The Sisters of Mercy (Video short)          |                                                                                        |
| 2004      | ф  | Художник-руйнівник                 | The Breakup Artist                          | Кара                                                                                   |
| 2004      | ф  | Мелінда та Мелінда                 | Melinda and Melinda                         |                                                                                        |
| 2004      | кф | Дещо для Генрі                     | Something for Henry (Short)                 | Анна                                                                                   |
| 2004      | тф | Моя найсексуальніша помилка        | My Sexiest Mistake (TV Movie)               | Емі                                                                                    |
| 2003      | с  | Ед                                 | Ed (TV Series)                              | Френкі Гектор, 11 епізодів                                                             |
| 2003      | ф  | Допамін                            | Dopamine                                    | Сара Макколі                                                                           |
| 2002      | тф | Пари                               | Couples (TV Movie)                          | Енні                                                                                   |
| 2001      | ф  | Пристрасть до подорожей            | Wanderlust                                  | Аманда                                                                                 |
| 2001      | ф  | На межі                            | On Edge                                     | Беккі Брукс                                                                            |
| 2000      | с  | Чоловіки Медіган                   | Madigan Men (TV Series)                     | Венді Липтон, 5 епізодів                                                               |
| 1998—2000 | с  | Ніч спорту                         | Sports Night (TV Series)                    | Наталі Герлі, основна роль (45 епізодів)                                               |
| 1995—1999 | с  | Вир світів                         | Sliders (TV Series)                         | Вейд Веллс, головна роль (1—3-й сезони — 47 епізодів) та камео (11 епізод 5-го сезону) |
| 1998      | ф  | Живи вільним та помри              | Live Free and Die                           |                                                                                        |
| 1994      | в  | Ірис                               | Iris (Video short)                          |                                                                                        |
| 1994      | с  | Життєві історії: Сім'ї в кризі     | Lifestories: Families in Crisis (TV Series) | Гейді Лейтер (Гайді Лайтер), 1 випуск                                                  |
| 1993      | ф  | Відчайдушний тато                  | Father Hood                                 | Келлі Чарльз                                                                           |
| 1993      | с  | Освітній серіал CBS — на канікулах | CBS Schoolbreak Special (TV Series)         | Сара Томпсон, 1 випуск                                                                 |
| 1992      | ф  | Та ніч                             | That Night                                  | Жанетт                                                                                 |
| 1992      | ф  | Ланцюг бажання                     | Chain of Desire                             | Мелісса                                                                                |
| 1992      | с  | Закон і порядок                    | Law & Order (TV Series)                     | Кейті Силвер, 1 епізод                                                                 |
| 1989      | с  | Усе ще бобер                       | Still the Beaver (TV Series)                | Моллі, 1 епізод                                                                        |
| 1988      | с  | Супербой (Суперхлопець)            | Superboy                                    | Бетсі, 1 епізод                                                                        |